# Samea sakarahalis
Samea sakarahalis là một loài bướm đêm trong họ Crambidae.